# Morholt

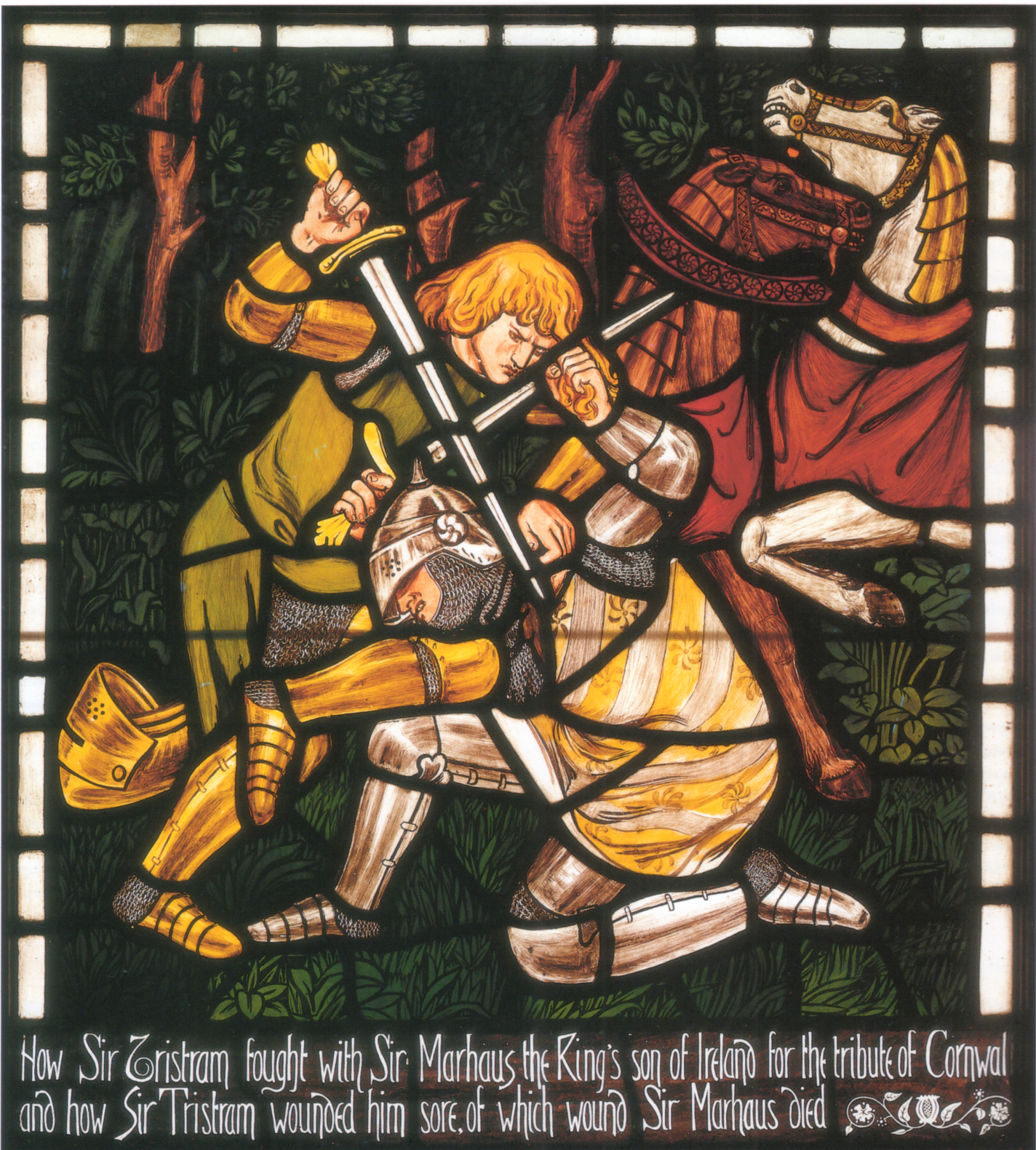
Caracteriza lo que se describe y la época designada

Morholt, Amurat, Amoroldo, Marhaus, Moraunt, Morold, Morolt y, otras variaciones, es un caballero irlandés que aparece en la leyenda arturiana de Tristán e Isolda, una de las más importantes narraciones de la Edad Media. Aunque se escribió en francés en el siglo XII, tiene sus raíces en tradiciones orales que probablemente se remontan a la época de la dominación vikinga de la isla de Irlanda en el siglo X, durante el periodo del reino de Dublín. Se cree que Morholt era tío o hermano de la hermosa princesa irlandesa Isolda, aunque depende de las distintas versiones escritas de la historia. En una ocasión, Morholt llegó a demandar a Cornualles el pago de un tributo, llegando a ocasionar que el rey Marco invocase al caballero Tristán para que combatiese con él en defensa de Cornualles, donde luego de un día de lucha murió por un corte mortal de la espada de Tristán, que le seccionó parte de la cabeza.